# بايت فايت
بايت فايت (بالإنجليزية: Bitefight) هي لعبة متصفح لا تحتاج إلى تحميل، بل يتم لعبها عبر المتصفح فقط ، من تصميم غيم فورج. تدعم اللغة العربية، وطريقة لعبها تشبه لعبتي ترافيانِ وناروتو أرينا.

## قصة اللعبة
صراع بين مصاصي الدماء والمستذئبين لقرون عديدة، ومهمتك هي القضاء عليهم.

## طريقة اللعب
على عكس بعض الألعاب الأخرى، لعبة بايت فايت لا تتطلب تحميلها على الجهاز، يمكن لعبها من المتصفح مباشرة، من خلال الدخول لموقعهم الرسمي للعبة، ويتعين على اللاعب اختيار عرقه من المستذئبين أو مصاصي الدماء، ولكل عرق خصائص تميزه عن الآخر.
مصاصي الدماء: مخلوقات مظلمة ومتوحشة تمص دماء ضحاياهم بعد الانقضاض عليهم بمكر وبسرعة البرق.
المستذئبين: لصوص ماكرين لا يعرفون الرحمة أو يؤثر فيهم ألم.

## معلومات عن اللعبة
بايت فايت - لعبة من نوع تقمص الأدوار وتلعب بشكل كامل على المتصفح.
تفصيل خصائص اللعبة:-
- ذهبك: هذا الذهب الذي جمعته أثناء لعب اللعبة يزيد إن فزت في المعركة ويقل إن خسرت ويكون 50 عند بداية اللعبة.
- الإحصائيات: هو ترتيبك باللعبة (حسب الغنيمة).
- حجارة شيطانية: يمكن استخدام هذه الحجارة لتطوير مستواك أو شراء بعض الأسلحة ولكي تشتري هذه الأسلحة يتطلب منك أن تمتلك (فيزا كرت أو بطاقات جوجل بلاي[5]).
- هذه الصورة تبين مستواك باللعبة: كلما تقدمت خبرتك باللعبة أكثر زاد مستواك أكثر.
- التدريب: هنا أيضا يمكنك زيادة مستواكم وقوتكم باللعبة.
- هذه الصورة تبين إحصاءاتك في اللعبة:

1. هو عدد الأشخاص الذين دخلوا وصلة الصيد وكلما زادوا زاد الذهب الذي تملكه.
2. مجموعة الغنائم التي حصلت عليها كلما زاد عدد الأشخاص الذين دخلوا الرابط زاد عدد الغنائم.
3. مجموع المعارك التي خضتها باللعبة.
4. عدد انتصاراتك بالمعارك.
5. عدد خساراتك بالمعارك.
6. تعادلاتك بالمعارك.
7. الذهب المسروق: وهو الذهب الذي تحصل عليه عند هجومك على شخص في اللعبة.
8. خسارتك من الذهب: وهو الذهب الذي خسرته عندما هاجم عليك أحد الخصوم.
9. الاضرار المسببة: هي مجموع الاضرار التي تسببت بها.
10. نقاط الحياة المفقودة: نقاط حياتك التي خسرتها.

هنا بعض خصائص اللعبة:
- الصفحة الرئيسية.
- مجموع الرسائل التي تملكها.
- المخبأ (هذا مخبأك باللعبة وكلما قمت بتطويره تزداد قوتك ويصبح من الصعب على العدو ايجادك).
- هنا يمكنك العمل لكسب الذهب وبيع الأشياء ويمكنك شراء الأسلحة أيضا.
- التاجر: هنا تجدون كل ما تحتاجونه. لديكم تحت تصرفكم الأسلحة والمعدات والمشروبات السحرية. يرجى التأكد من أن لديكم ما يكفي من الذهب. صاحب المتجر لا يبيع بالدَيْن.
- المقبرة: في هذا المكان يمكنكم العمل لكسب الذهب والخبرة.., والحب والتقدم نحو الأفضل
- الحانة: في هذا المكان يقوم البائع بإعطائك مهمة وعليك تنفيذها وإذا نجحت بالمهمة تحصل على بعض الذهب.
- السوق: هنا ستجد أسلحة وبضائع عرضها لاعبون اخرون
- متجر الفودو: هذا المتجر لشراء الحجارة الشيطانية (ملاحظة شرائها يتطلب بطاقة فيزا كارت أو بطاقات جوجل بلاي)

1. صيد: هنا يمكنكم الهجوم على البشر لربح الغنيمة + الذهب. أيضا إذا كنت مصاص دماء يمكنك الهجوم على المذؤوبين. والعكس.
2. متجر الفودو (هنا يمكنك شراء الحجارة الشيطانية).
3. في هذا المكان يمكنك إنشاء قبيلة ودعوة اصدقائك للانضمام لها أو يمكنك الانضمام إلى قبيلة أخرى (عند صنعك قبيلة يمكنك بناء قلعة لحمايتك).
4. قائمة الأصدقاء: وهي قائمة اصدقائك باللعبة.
5. الملاحظات: هنا يمكنك كتابة ملاحظاتك التي ترغب بالعودة لها لاحقا.
6. الاعدادات: هنا يمكنك تعديل ملفك الشخصي (كتغيير البريد - الاختباء - إضافة عمرك) وبعض الأمور الأخرى التي يمكنك التعديل عليها في الملف الشخصي.
7. المنتدى: وهو المنتدى الخاص باللعبة يمكنك نشر استفساراتك وسيتم الرد عليك من قبل مشرفين اللعبة.
8. يمكنك البحث عن عضو أو عشيرة.
9. اكتب تقديم شكوى أو اقتراح وسيتم الرد عليك.
10. تسجيل الخروج من اللعبة.